# Camp Central de Guiza
El Camp Central és una zona d'enterrament noble que es troba a la necròpoli de Guiza. S'estén des de l'est de la calçada de Khefren fins al complex piramidal de la reina Khentkaus I.
L'egiptòleg egipci Selim Hassan va ser un dels seus principals excavadors. Al Camp Central hi ha algunes de les grans pedreres que van proporcionar material per a la construcció de les dues primeres piràmides de Guiza. Per tant, les tombes daten de finals de la IV Dinastia i se segueix utilitzant en períodes posteriors. Les tombes de la IV Dinastia d'aquesta zona inclouen les de les reines Persenet, Khamerernebti II, Rekhetre, Khentkaus I i Bunefer, a més de les de diversos fills reials.

## Tombes de la IV Dinastia
Aquest conjunt funerari està format per tombes pertanyents a reines, prínceps i princeses de la Dinastia IV d'Egipte.
| Número de tomba         | Tipus                       | Propietari       | Títols del propietari | Període                                      | Comentaris |
| ----------------------- | --------------------------- | ---------------- | --- | -------------------------------------------- | --- |
| G 8080 LG 92            | Mastaba i tallada a la roca | Iuenmin          | Fill Gran del Rei del seu cos, Primer jutge i djati, Tresorer del Rei del Baix Egipte, etc.                                                   | Finals de la IV DInastia                     | Esposaː Khamerernebti |
| G 8090 LG 90            | Tomba tallada a la roca     | Debehen          | Únic acompanyant, Secretari de la Casa del Matí, Guardià del tocat, Adornador d'Horus, Director del palau, etc.                               | IV DInastia (Menkaure)                       | |
| G 8140                  | Tomba tallada a la roca     | Niuserre         | Fill del del Rei del seu cos, Tresorer del rei del Baix Egipte, Únic confident.                                                               | IV DInastia                                  | La tomba conté dues fosses i una capella. |
| G 8154                  | Tomba tallada a la roca     | Sekhemkare       | Fill Gran del Rei del seu cos, Tresorer del Rei del Baix Egipte, Director del palau, Director dels escribes del llibre del seu pare, etc.     | IV DInastia (Khefren) - principis de la V    | Fill de la reina Hekenuhedjet i Khefren, el nom parcial de la seva dona es va conservar com Khufu [..] t; Fills: Sekhemkare, Saf-Khafre, Herkhaf i Khafre-ankh                                                          |
| G 8156                  | Tomba tallada a la roca     | Persenet         | Esposa estimada del Rei, Filla del Rei del seu cos, etc.                                                                                      | IV DInastia (Khefren)                        | Possible filla de Khufu i esposa de Khefren. |
| G 8158                  | Tomba tallada a la roca     | Nikaure          | Fill Gran del Rei del seu cos, Primer jutge i djati                                                                                           | IV DInastia (Khefren) i posterior            | Possiblement un fill de la reina Persenet i del rei Khefren |
| G 8172                  | Tomba tallada a la roca     | Nebemakhet       | Fill Gran del Rei i Primer jutge i djati | IV DInastia: Khefren, Menkaure i posterior   | Fill de Khefren i la reina Meresankh III. Es menciona la dona de Nebemakhet, Nubhetep, i diversos germans i una germana.                                                                                                |
| G 8210                  | Tomba tallada a la roca     | Irsekhu          | Capità dels dos vaixells divins, Supervisor de l'exèrcit, Supervisor dels tutors dels fills del Rei del seu cos, etc.                         | Finals de la IV DInastia                     | |
| G 8260                  | Mastaba de pedra            | Babaef           | Fill del Rei, Director del Palau, etc. | De mitjans a finals de la IV dinastia        | |
| G 8400 LG 100           | complex funerari            | Khentkaus I      | Mare dels dos reis de l'Alt i del Baix Egipte (o rei de l'Alt i el Baix Egipte, mare del rei de l'Alt i el Baix Egipte), Filla del déu        | FInals de la IV DInastia - principis de la V | El complex inclou una piràmide, un vaixell solar, un temple, una tenda de rentat, una casa d'embalsamament, un tanc de libacions i una ciutat piramidal de fang.                                                        |
| G 8408                  | Tomba tallada a la roca     | Bunefer          | Esposa del Rei, Gran dels ceptres d'hetes, Sacerdotessa de Shepses-Nebty (Shepseskaf), Vident d'Horus i Seth, Filla del Rei del seu cos, etc. | FInals de la IV DInastia - principis de la V | |
| G 8460                  | Tomba tallada a la roca     | Ankhmare         | Fill Gran del Rei del seu cos, Jutge en cap i djati, etc.                                                                                     | FInals de la IV DInastia                     | |
| G 8464                  | Tomba tallada a la roca     | Hemetre          | Filla del Rei del seu cos, Sacerdotessa d'Hathor                                                                                              | Finals de la IV Dinastia - principis de la V | Diversos fills d'Hemetre són representats a la seva tomba. |
| G 8466                  | Tomba tallada a la roca     | Iunre            | El Rei de l'Alt i Baix Egipte, Khefren, el seu Fill Gran del seu cos, Director del palau, etc.                                                | FInals de la IV DInastia                     | Fill de Khefren. |
| G 8496                  | Mastaba de pedra            | Sekhemka         | Supervisor de l'exèrcit (general), Diví tresorer (capità de vaixell), etc.                                                                    | FInals de la IV Dinastia o posterior         | S'hi menciona un fill anomenat Iufi i dues filles anomenades Iynefert i Meritefes. |
| G 8530                  | Mastaba de pedra            | Rekhetre         | Filla del Rei del seu cos, Esposa del Rei, etc.                                                                                               | FInals de la IV DInastia                     | Filla del rei Khefren, possiblement esposa del rei Menkaure. |
| G 8976                  | Tomba tallada a la roca     | Uaixptah         | Supervisor dels artesans dels uabet, Sacerdot de Ptah, Sacerdot de Sokar, Sacerdot de Khufu, etc.                                             | FInals de la IV DInastia - principis de la V | La reina Khamerernebti II s'esmenta a la llinda d'entrada. La dona de Uaixptah, Uemtetka, i diversos fills estan atestats a la tomba.                                                                                   |
| G 8978 tomba de Galarza | Tomba tallada a la roca     | Khamerernebti II | Filla del Rei del seu cos, Esposa del Rei, Vident d'Horus i Seth                                                                              | De mitjans a finals de la IV dinastia        | La tomba segurament va ser iniciada per a la mare de Khamerernebti II, Khamerernebty I, però finalment va estar destinada per a la filla. Probablement Khamerernebti II era filla del rei Khefren i esposa de Menkaure. |
| G 8980                  | Mastaba de pedra            | Uetetj-hetep     | Conegut reial | FInals de la IV DInastia - principis de la V | |